# Mi destino eres tú
Mi destino eres tú es una telenovela mexicana producción de Carla Estrada para Televisa, que fue transmitida por El Canal de las Estrellas.
Contó con un argumento original de Carmen Daniels y Jorge Lozano Soriano y adaptación libre de Martha Carrillo y Cristina García.
Protagonizada por Lucero y Jorge Salinas, junto con  Jaime Camil, Susana Zabaleta, Julio Alemán y Natalia Streignard en los roles antagónicos, así como la participación especial de Mauricio Islas.

## Argumento
Andrea San Vicente (Lucero) es una joven abogada moderna, actual y vanguardista que vive con sus tíos, Zulema (Sylvia Pasquel) y Anselmo (Héctor Ortega), su hermana, Gina (Sherlyn), y su prima, Magda (Andrea Torre). Zulema siempre les ha hecho creer a sus sobrinas que sus padres murieron en un accidente y por eso las dos viven con ellos. Aunque la mujer tendría que ser una madre para ellas, siempre ha sido fría y desagradable con ellas y se ha encargado de recordarles en todo momento que deben estar agradecidas por la crianza y educación sexual que han recibido.
Andrea, sin quererlo, se convierte en el principal sostén económico de la familia ya que su tío es diabético y no puede trabajar. La joven conoce a Ramiro Galindo (Mauricio Islas), de quien se enamora, e inicia una relación con él que se ve constantemente amenazada por dos grandes obstáculos. El primero es la diferencia de clases entre ambos, pues Ramiro es hijo de Samuel Galindo (Luis Bayardo), un empresario muy poderoso quien se opone a dicha relación. El segundo obstáculo es Sofía Devesa (Natalia Streignard), la exnovia de Ramiro, que se niega a aceptar que su relación con él haya terminado.
Después de superar todos esos obstáculos, Andrea y Ramiro logran casarse, pero él fallece repentinamente justo al día siguiente de la boda. Destrozada, Andrea se refugia en sus estudios y el trabajo, pero el amor pronto vuelve a su vida personificado en dos hombres: Eduardo Rivadeneira y Mauricio Rodríguez.
Mauricio Rodríguez (Jaime Camil) es un hombre que siempre ha vivido despreocupadamente y dependiendo únicamente de su padre, Augusto Rodríguez (Julio Alemán), un importante empresario textil que ha criado a su hijo en la idea de que las mujeres son inferiores a los hombres. Por su parte, Eduardo Rivadeneira (Jorge Salinas) es un abogado casado que cuida a su hija, Ximena, desde el día en que su esposa, Emma (Susana Zabaleta), la cual quedó en coma profundo a causa de un accidente. 
Andrea conoce a Eduardo cuando defiende a un empleado que fue despedido injustamente de la empresa que Eduardo representa. La joven descubre enseguida que Eduardo es el hombre de su vida, pero se entera del estado de Emma y decide alejarse de él para no destruir su familia. Despechado, Eduardo inicia una relación precisamente con Sofía Devesa, la antigua novia del difunto Ramiro, mientras que Andrea intenta buscar la felicidad al lado de Mauricio. Sin embargo, Andrea no sabe que el destino la mantendrá ligada a la vida de Eduardo.

## Elenco
- Lucero - Andrea San Vicente Fernández de Galindo / de Rivadeneira
- Jorge Salinas - Eduardo Rivadeneira Del Encino
- Susana Zabaleta - Emma Pimentel de Rivadeneira
- Mauricio Islas - Ramiro Galindo Suárez
- Jaime Camil - Mauricio Rodríguez Calderón
- Natalia Streignard - Sofía Devesa Leyva
- Jacqueline Andere - Nuria Del Encino de Rivadeneira
- Julio Alemán  - Augusto Rodríguez Franco
- Sylvia Pasquel - Zulema Fernández de Sánchez
- María Sorté - Amparo Calderón de Rodríguez
- Lorena Herrera - Olga Ramos Moret
- Cynthia Klitbo - Amara Trujillo
- Azela Robinson - Isaura Becker
- Orlando Carrió - Enrique San Vicente Ordóñez
- Patsy - Claudia
- Héctor Ortega - Anselmo Sánchez Pérez
- Andrea Torre - Magdalena "Magda" Sánchez Fernández
- Sheyla - Celia López Hernández
- Sherlyn - Georgina "Gina" San Vicente Fernández
- Jan - Fernando Rivadeneira Del Encino
- Miguel Ángel Biaggio - César Becker Rodríguez
- Jorge Vargas - Héctor Valderrama
- Jorge Reynoso - Genaro Gil
- Magda Guzmán - Nana Nina
- Carmelita González - Asunción Rivadeneira
- Luis Bayardo - Samuel Galindo Betancourt
- Silvia Mariscal - María Suárez de Galindo
- Abraham Stavans - Francisco Canseco
- Raymundo Capetillo - Sergio Rivadeneira
- Ana María Aguirre - Teresa "Tere" Del Alba de Legorreta
- Guillermo Aguilar - Gaspar Linares Saval
- Anthony Álvarez - Luis
- Raúl Buenfil - Héctor
- Amparo Arozamena - Chonita
- Joaquín Cordero - Ignacio Rivadeneira Orendáin
- Silvia Eugenia Derbez - Juliana Rodríguez Calderón
- Miguel Galván - Evaristo Reyes Hernández
- Mariana Karr - Irene
- Jorge Muñiz - Padre Rodrigo
- Andrea Lagunes - Ximena Rivadeneira Pimentel
- Cosme Alberto - Juan "Juancho" Reyes Solís
- Lucero León - Elena Pimentel
- Gabrielle Báez - Diana Solís de Reyes
- Raúl Castellanos - Alfredo Ramírez Ortiz
- Gabriel de Cervantes - Marco Ramírez Ortiz
- Fernanda Chabat - Viviana "Vivi" Legorreta Del Alba
- Sara Monar - Paquita
- María Dolores Oliva - Margarita
- Alejandra Ortega - Laura
- Susy-Lu Peña - Guadalupe "Lupita" Reyes Solís
- Andrés Puente Jr. - Ricardo Reyes Solís
- Yessica Salazar - Lourdes "Lulú"
- Gabriel Soto - Nicolás
- Dalilah Polanco - Noemí
- Sergio Zaldívar - Daniel Salazar
- Francisco Avendaño - Gustavo Becker
- Vicente Herrera - Detective Zúñiga
- Ernesto Bog - Inspector Montaño
- Jerry Rivera - Él mismo
- Jon Secada - Él mismo
- Michelle Ramaglia - Invitada a la boda
- Elizabeth Álvarez - Linda
- Rudy Casanova
- Gilberto de Anda - Abogado asesino
- Tony Dalton
- Ricardo Margaleff
- Ana María Jacobo
- Víctor Lozada
- Eduardo Lugo
- Miguel Ángel Cardiel
- Amanda Guadalupe
- Buqui Gutiérrez
- Liz Palafox

## Premios y nominaciones

### Premios TVyNovelas 2001
| Categoría                  | Nominado(a)     | Resultado |
| -------------------------- | --------------- | --------- |
| Mejor actriz protagónica   | Lucero          | Ganadora  |
| Mejor actor protagónico    | Jorge Salinas   | Nominado  |
| Mejor villana              | Susana Zabaleta | Nominada  |
| Mejor revelación masculina | Jaime Camil     | Nominado  |

- Mejor Beso: Lucero y Jorge Salinas[1]

## Comercialización en formatos caseros
- Grupo Televisa lanza a la venta el DVD de Mi destino eres tú[2][3][4]